# 拱星墩站
拱星墩站是一个位于中华人民共和国甘肃省兰州市城关区拱星墩街道与焦家湾街道交界东岗东路与焦家湾路交叉口地下，属于兰州轨道交通1号线的地铁车站，于2019年6月23日开通。

## 车站结构
拱星墩站沿东岗东路设置，为地下两层岛式站台车站，车站长230米，宽20米，车站地下一层为站厅层，地下二层为站台层。
| 地面              | 出入口 | A-D出入口                                                                                                 |
| 地下一层          | 站厅   | 客服中心、自动售票机、验票机                                                                              |
| 地下二层          | 站台层 | \| \| \| █ 1号线往陈官营（省气象局） \| \| 島式 · 開左邊车门 \| \| \| \| \| \| █ 1号线往东岗（焦家湾） \| |
|                   |        | █ 1号线往陈官营（省气象局）                                                                               |
| 島式 · 開左邊车门 |        | |
|                   |        | █ 1号线往东岗（焦家湾）                                                                                   |

## 车站出口
拱星墩站共设4个出口，各出口及周围设施如下所示：
| 编号                | 建议前往的目的地 | 照片 | 无障碍设施 |
| ------------------- | ---------------- | ---- | ---------- |
| A · 出口 · （设有） | 东岗东路北侧     |      |            |
| B · 出口            | 东岗东路北侧     |      | 不適用     |
| C · 出口            | 东岗东路南侧     |      | 不適用     |
| D · 出口            | 东岗东路南侧     |      | 不適用     |
| 图例： 设有         |                  |      |            |

## 接驳交通

### 公交车
- 拱星墩：4路、12路、117路、609路

## 车站历史
- 2015年6月24日，车站主体结构封顶[2]。
- 2019年6月23日，车站随1号线一期工程通车开通[1]。